# CHa-105
CHa-105 — мисливець за підводними човнами Імперського флоту Японії, який взяв участь у Другій світовій війні.
Корабель відносився до нідерландських патрульних кораблів типу B, дванадцять з яких (номери від B1 до B12) споруджували на сході острова Ява в Сурабаї на верфях Droogdok Maatschappij або Marine Etablissement. Жоден з них не був завершений до захоплення Нідерландської Ост-Індії японцями, які в подальшому добудували сім корпусів як допоміжні мисливці за підводними човнами (при цьому не існує відомостей, який саме із нідерландських кораблів співвідноситься з тим чи іншим японським мисливцем).
Добудову CHa-105 завершили 25 січня 1944-го. Корабель включили 21-ї спеціальної військово-морської бази, що мала штаб у Сурабаї (головна база на сході острова Ява) та належала до Другого Південного Експедиційного флоту (відповідав за контроль над окупованими територіями Індонезії).
Певний час CHa-105 ніс патрульно-ескортну службу в районі Сурабаї, а також здійснив щонайменше один рейс до Батавії (наразі Джакарта). Починаючи з серпня 1944-го корабель діяв західніше, зокрема, відомо, що 22 – 26 вересня він ескортував конвой SHIMI-11 з Сінгапуру до Мірі (центр нафтовидобутку на північному узбережжі Борнео). В грудні 1944-го CHa-105 прослідував з Сінгапуру до Батавії, а не пізніше лютого 1945-го знову діяв із Сурабаї.
16 червня 1945-го в районі на північний схід від Сурабаї Балі CHa-105 був потоплений британським підводним човном HMS Taciturn.